# 加賀山就臣

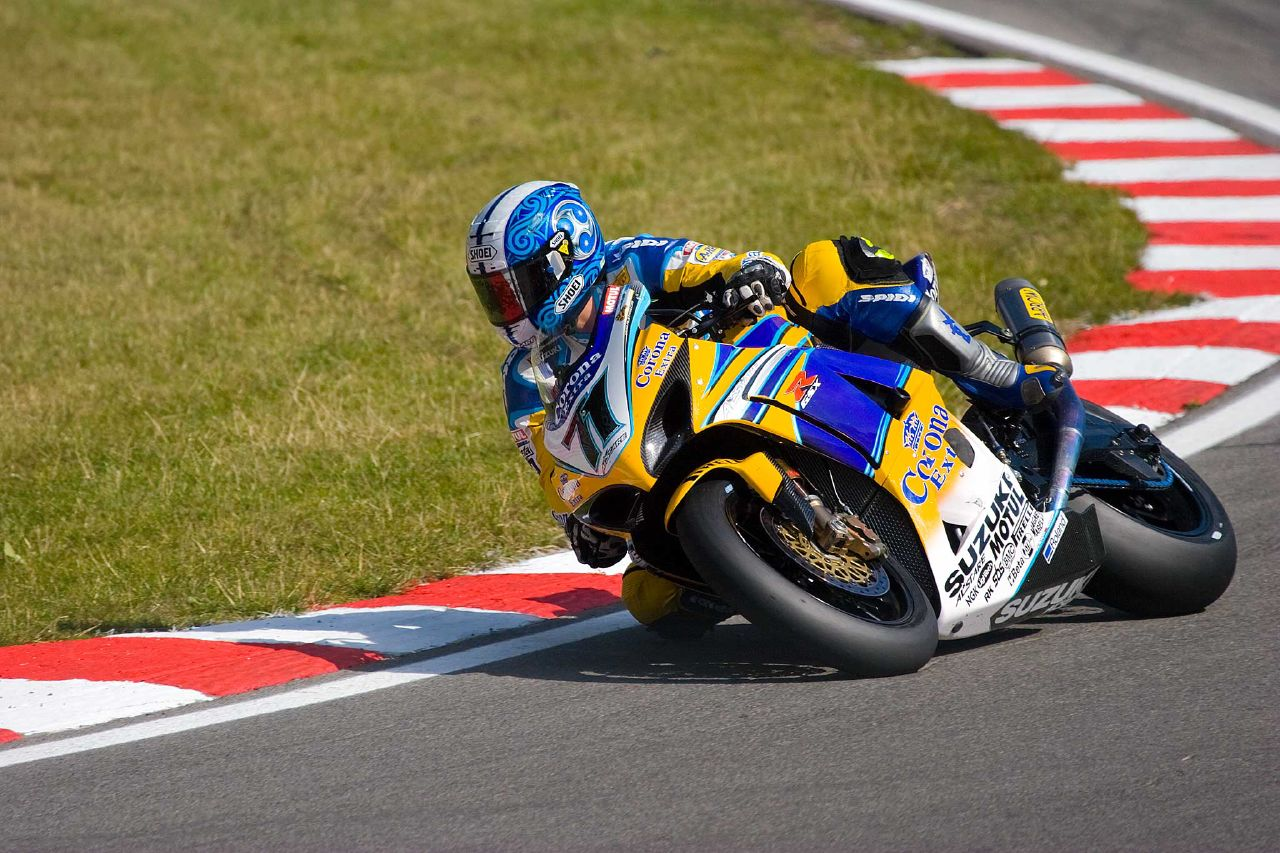
2007年スーパーバイク世界選手権第10戦でブランズハッチを走る加賀山就臣

加賀山 就臣 (かがやま ゆきお、本名：加賀山 幸男、1974年5月7日 - ) は、神奈川県横浜市出身のオートバイ・ロードレースライダー。

## 略歴・人物
2003年から日本人として初めてブリティッシュスーパーバイク選手権（BSB）フル参戦。2005年よりスーパーバイク世界選手権参戦。BSB以前はスズキワークスより全日本ロードレース選手権に参戦しつつ、テストライダーを務めた。
2011年に自らのレーシングチーム「TEAM KAGAYAMA」を立ち上げ、9年ぶりに全日本ロードレース選手権に本格復帰。
レース中の転倒及び負傷が非常に多く、全日本参戦初年度となった1995年は「12戦で24回転倒した」（本人談）ほか、1998年にポール・リカール・サーキットで両手首を骨折して以後も大きな怪我を重ねた。特にBSB参戦中の2003年にはカドウェルパークでのレースで転倒し「骨盤複雑骨折・脊椎圧迫・内臓破裂・尿管損傷に加え、感染症で体が痙攣し始めるなど、（日本の医者に）帰国があと1日遅かったら命がなかったと言われた」ほどの負傷を負ったが、それでも復帰を果たしたことで二輪レース関係者の間では「鉄人」の異名をとっている。　
2021年には全日本ロードレース第2戦鈴鹿においてJSB1000クラスにおける最年長表彰台記録を自身で塗り替えた。　　　　　　　　　　　　　
2022年3月25日、東京モーターサイクルショーの中で行われたトークショーにおいて、全日本ロードからの引退を発表。同年よりチームカガヤマとヨシムラジャパンの共同チームである「YOSHIMURA SUZUKI RIDEWIN」のチーム代表兼監督に就任することが明らかにされた。ただ「チームカガヤマ」として2022年の鈴鹿8時間耐久ロードレースの出場権を行使しており、全日本以外のレース参戦に関しては一部継続する方針。
2020年代に入り、クラシックバイクイベントへの参戦に注力。筑波サーキットで行われる「TASTE OF TSUKUBA」（TOT）には、2019年 - 2021年にかけてスズキ・カタナ（GSX1100S）にスズキ・GSX-R1000のエンジンを載せ、後には燃料系をキャブレター化・モノショックをわざわざツインショック化するなどのカスタマイズを加えた、通称「KATANA 1000R」で参戦していた。2022年からはカタナに代わり、スズキ・GSX1300Rハヤブサのフレームを、TOTの最上位クラス「HERCULES」のレギュレーションに合わせ鉄フレーム化した、通称「鐵隼」（てつぶさ）を投入する。
デビューから2023年まで一貫してスズキ製のマシンでレース活動を続けてきた加賀山だったが、スズキがレース活動から撤退。日本のロードレース界に話題性と刺激を与え活性化させたいという思いもあり、自身のスーパーバイク世界選手権フル参戦時に築いた人脈を頼りにイタリアのドゥカティとコンタクトを取り交渉を重ねた結果、ワークススペックのドゥカティ・パニガーレV4 Rの貸与を受ける契約が成立。2024年の全日本ロードレース選手権に「DUCATI Team KAGAYAMA」として参戦することになった（ライダーは水野涼）。第5戦もてぎ大会では全日本JSB1000クラス初となる日本車以外の優勝を達成した。

## レース戦績
- 1993年 - 全日本ロードレース選手権GP250スポット参戦

全日本ロードレース選手権TT-F1スポット参戦
- 1995年 - 全日本ロードレース選手権　スーパーバイクランキング11位
- 1996年 - 全日本ロードレース選手権GP250　ランキング10位
- 1997年 - 全日本ロードレース選手権GP250　ランキング3位（1勝）
- 1998年 - 全日本ロードレース選手権GP250　ランキング13位

ロードレース世界選手権GP500スポット参戦（RGV-γ）
- 1999年 - 全日本ロードレース選手権スーパーバイク　ランキング16位（チームスズキ／GSX-R750）

ロードレース世界選手権GP500スポット参戦（RGV-γ）
- 2000年 - 全日本ロードレース選手権スーパーバイク　ランキング7位（チームスズキ／GSX-R750）

鈴鹿8時間耐久ロードレース（梁明／チームスズキ／GSX-R750）
- 2001年 - 全日本ロードレース選手権スーパーバイク　ランキング4位（チームスズキ／GSX-R750）

鈴鹿8時間耐久ロードレース（梁明、渡辺篤／チームスズキ／GSX-R750）
- 2002年 - 全日本ロードレース選手権プロトタイプ（チームスズキ／GSV-R）

ロードレース世界選手権MotoGPスポット参戦（GSV-R）
- 2003年 - ブリティッシュスーパーバイク選手権　ランキング7位（クレセント･スズキ）

ロードレース世界選手権MotoGPスポット参戦（GSV-R）
スーパーバイク世界選手権スポット参戦
鈴鹿8時間耐久ロードレースリタイア（渡辺篤／ヨシムラ・スズキ・GP1 with DAXIM）
- 2004年 - ブリティシュスーパーバイク選手権　ランキング3位（クレセント･スズキ）

ロードレース世界選手権MotoGPスポット参戦（GSV-R）
鈴鹿8時間耐久ロードレース2位（渡辺篤／ヨシムラ・スズキ・JOMO with SRIXON／GSX-R1000）
- 2005年 - スーパーバイク世界選手権　ランキング5位

鈴鹿8時間耐久ロードレース10位
鈴鹿300km耐久ロードレース優勝（渡辺篤／ヨシムラ・スズキ・JOMO with SRIXON／GSX-R1000)
- 2006年 - スーパーバイク世界選手権　ランキング7位

MFJ全日本ロードレース選手権シリーズ最終戦　第38回MFJグランプリスーパーバイクレースin鈴鹿　JSB1000優勝
- 2007年 - スーパーバイク世界選手権　ランキング11位

鈴鹿8時間耐久ロードレース 優勝（秋吉耕佑／ヨシムラ・スズキ with JOMO／GSX-R1000）
- 2008年 - スーパーバイク世界選手権　ランキング10位

鈴鹿8時間耐久ロードレース4位（秋吉耕佑／ヨシムラ・スズキ with JOMO／GSX-R1000）
鈴鹿300km耐久ロードレース優勝（秋吉耕佑／ヨシムラ・スズキ・with JOMO／GSX-R1000)
- 2009年 - スーパーバイク世界選手権　ランキング12位
- 2010年 - ブリティッシュスーパーバイク選手権　ランキング15位
- 2011年 - 全日本ロードレース選手権・JSB1000クラス　ランキング4位
- 2012年 - 全日本ロードレース選手権・JSB1000クラス　ランキング8位
- 2013年 - 全日本ロードレース選手権・JSB1000クラス　ランキング10位
- 2014年 - 全日本ロードレース選手権・JSB1000クラス　ランキング5位
- 2015年 - 全日本ロードレース選手権・JSB1000クラス　ランキング12位
- 2016年 - 全日本ロードレース選手権・JSB1000クラス　ランキング8位
- 2017年 - 全日本ロードレース選手権・JSB1000クラス　ランキング10位
- 2018年 - 全日本ロードレース選手権・JSB1000クラス　ランキング10位
- 2019年 - 全日本ロードレース選手権・JSB1000クラス　ランキング7位
- 2020年 - 全日本ロードレース選手権・JSB1000クラス　ランキング10位
- 2021年 - 全日本ロードレース選手権・JSB1000クラス　ランキング4位

### ロードレース世界選手権
| 年     | クラス | チーム | マシン | 1  | 2  | 3  | 4   | 5 | 6 | 7   | 8  | 9   | 10 | 11 | 12 | 13 | 14 | 15 | 16 | ポイント | 順位 |
| ------ | ------ | ------ | ------ | -- | -- | -- | --- | - | - | --- | -- | --- | -- | -- | -- | -- | -- | -- | -- | -------- | ---- |
| 1998年 | 500cc  | スズキ | RGV-γ  |    | 6  | 19 | 17  |   |   |     |    |     |    |    |    |    |    |    |    | 10       | 22位 |
| 1999年 | 500cc  | スズキ | RGV-γ  | 11 | 12 |    | DNS |   |   |     |    |     |    |    |    |    |    |    |    | 9        | 22位 |
| 2001年 | 500cc  | スズキ | RGV-γ  |    |    |    |     |   |   |     |    |     |    |    |    | 10 |    |    |    | 6        | 21位 |
| 2002年 | MotoGP | スズキ | GSV-R  |    |    |    |     |   |   |     |    | Ret |    |    |    |    |    |    |    | 0        | 28位 |
| 2003年 | MotoGP | スズキ | GSV-R  |    |    |    |     |   |   | Ret | 12 |     |    |    |    |    |    |    |    | 4        | 25位 |
| 2004年 | MotoGP | スズキ | GSV-R  |    |    |    |     |   |   |     |    |     |    |    |    | 11 | 14 |    |    | 7        | 23位 |

### スーパーバイク世界選手権
(キー)
- 太字はポールポジション、斜体はファステストラップ

| 年     | マシン | 1   | 1   | 2  | 2  | 3   | 3   | 4   | 4   | 5  | 5   | 6   | 6  | 7   | 7   | 8  | 8  | 9   | 9   | 10  | 10  | 11  | 11  | 12 | 12  | 13 | 13 | 14  | 14 | 順位 | ポイント |
| 年     | マシン | R1  | R2  | R1 | R2 | R1  | R2  | R1  | R2  | R1 | R2  | R1  | R2 | R1  | R2  | R1 | R2 | R1  | R2  | R1  | R2  | R1  | R2  | R1 | R2  | R1 | R2 | R1  | R2 | 順位 | ポイント |
| ------ | ------ | --- | --- | -- | -- | --- | --- | --- | --- | -- | --- | --- | -- | --- | --- | -- | -- | --- | --- | --- | --- | --- | --- | -- | --- | -- | -- | --- | -- | ---- | -------- |
| 2005年 | スズキ | 2   | 1   | 2  | 2  | 3   | 7   | 2   | Ret | 11 | 7   | Ret | 12 | 11  | 11  | 9  | 9  | 6   | 11  | 5   | 4   | 15  | C   | 2  | 2   |    |    |     |    | 5位  | 252      |
| 2006年 | スズキ | Ret | Ret | 12 | 6  | 6   | Ret | Ret | Ret | 14 | 13  | 3   | 5  | 1   | 1   | 5  | 7  | Ret | 4   | 1   | 4   | Ret | 3   | 5  | 9   |    |    |     |    | 7位  | 211      |
| 2007年 | スズキ | 4   | 6   |    |    |     |     | 15  | 13  | 7  | 11  | 6   | 7  | Ret | C   | 3  | 4  | 3   | Ret | Ret | 5   | DNS | DNS |    |     |    |    |     |    | 13位 | 116      |
| 2008年 | スズキ | 8   | Ret |    |    | Ret | 6   | 4   | 6   | 4  | Ret | 8   | 5  | DNS | DNS | 11 | 12 | 9   | 9   | 4   | 25  | 5   | 19  | 9  | 7   | 8  | 7  | 15  | 23 | 11位 | 154      |
| 2009年 | スズキ | 3   | 8   | 22 | 15 | 6   | Ret | Ret | 12  | 4  | 17  | 8   | 13 | 12  | 12  | 6  | 11 | 17  | 13  | 14  | Ret | 14  | 10  | 15 | Ret | 7  | 6  | Ret | 11 | 12位 | 128      |